# 許旭輝
許旭輝（1962年11月8日—），台灣企業家，生於雲林縣台西鄉，雲林縣私立永年高級中學畢業、國立政治大學企業家經營管理研究班、美國杜蘭大學EMBA畢業，曾任台灣航空貨運承攬公司創辦人、中華民國青年創業協會總會長。

## 外部連結
- 科技商情- 許旭輝 （页面存档备份，存于）